# Paulo Muwanga
Paulo Muwanga (Mpigi, 1924 – Kampala, 1º aprile 1991) è stato un politico ugandese.
È stato Presidente dell'Uganda de facto per alcuni giorni nel maggio 1980, in qualità di capo della commissione militare.

## Biografia
Nel 1950 entrò a far parte del Congresso Popolare d'Uganda, partito fondato da Milton Obote. Quando il Paese ottenne l'indipendenza dalla Gran Bretagna, nel 1962, Muwanga lavorò per il ministero degli esteri di Obote, diventando ambasciatore in Egitto nel 1964 e capo del protocollo nel 1969. Dopo il colpo di Stato del 1971, che portò il generale Idi Amin al potere, Muwanga è stato nominato ambasciatore in Francia, ma andò in esilio due anni dopo. Amin fu deposto nel 1979 e Muwanga diventò capo del consiglio militare di sei membri che ha preso il controllo del Paese nel 1980. Dopo che Obote venne rieletto presidente, ricoprì il ruolo di Ministro della difesa e di Vice-Presidente fino al 1985, quando fu di nuovo estromesso Obote. In seguito fu Primo ministro per meno di un mese. Ha negato le accuse di una politica di torture e omicidi che ha causato almeno 300 000 morti. È stato assolto dall'accusa di sequestro di persona con scopo di omicidio e da altre accuse penali, che sono state archiviate.